# Familia Pombo
La familia Pombo o simplemente Los Pombo, son una familia de la aristocracia colombiana, originaria de Galicia, que desde comienzos del siglo XVIII ha tenido miembros destacados en el ámbito militar, político y literario. Su centro de poder fue la ciudad de Popayán, y desde la segunda mitad del siglo XIX se han concentrado en Bogotá, llegando a ser una de las familias más tradicionales de la capital colombiana.

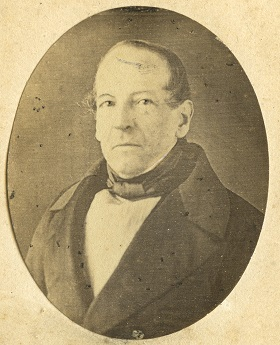
Lino de Pombo O'Donnell

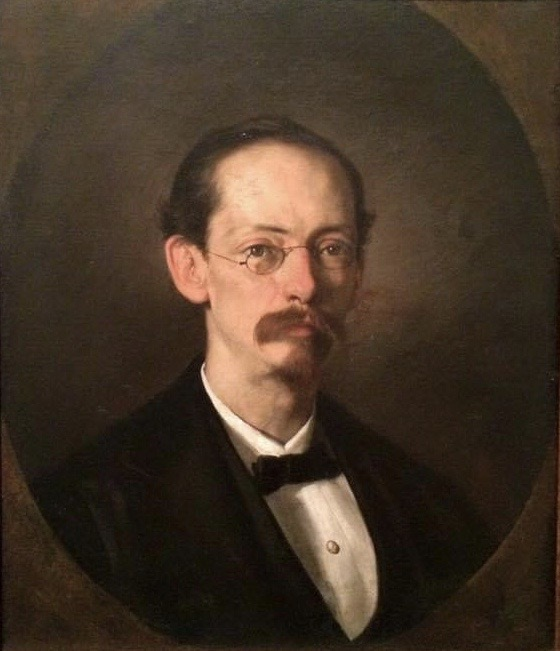
Retrato del poeta Rafael Pombo Rebolledo

Su período de mayor influencia se da a partir del siglo XVIII y hasta la actualidad, contándose entre sus miembros a personajes de diversos oficios y ocupaciones. También tiene relación con la nobleza hispano-irlandesa, a raíz del matrimonio de uno de sus miembros con la familia O'Donnell.

## Miembros
Miembros destacados del siglo XIX descienden del procer de la independencia Manuel de Pombo y Ante, quien asumió diferentes cargos en la época de la colonia. Entre sus hijos está Lino de Pombo O'Donnell y Ante D'Anethan, quien fue el primer ingeniero y el primer Canciller de la República de la Nueva Granada y padre del poeta y escritor Rafael Pombo Rebolledo O'Donnell Tejada. A su vez, el hermano de Lino era Zenón de Pombo O'Donnell y Ante D'Anethan, quien también ocupó diferentes posiciones importantes del Cauca, quien estuvo casado con María Manuela Arroyo Hurtado, hija del prócer de independencia Santiago Arroyo y Valencia. 
Como descendientes de esta unión matrimonial entre Zenón de Pombo y María Manuela Arroyo, se destacan su tataranieto Roberto Pombo Holguín Leyva, quien fue director del Periódico El Tiempo, y también su trastataranieto Andrés Krohne Rivadeneira Pombo, condecorado político integrante del Partido Conservador Colombiano.  